# سيريل بيرس
سيريل بيرس (بالإنجليزية: Cyril Pearce)‏ (28 يناير 1908 في المملكة المتحدة - 1 يناير 1990) هو لاعب كرة قدم بريطاني (وحمل سابقاً جنسية المملكة المتحدة لبريطانيا العظمى وأيرلندا) في مركز الهجوم. لعب مع تشارلتون أثلتيك وسوانزي سيتي ونيوبورت كونتي ووولفرهامبتون واندررز.

## وصلات خارجية
- سيريل بيرس على موقع عالم كرة القدم.نت (الإنجليزية)